# Конгамато
Конгамато (енгл. Kongamato) је наводно криптид из Јуинду мочвара у Мвинилунга дистрикту на западу Замбије, у Анголи и у Демократској Републици Конго. Слична створења се појављују и у Гани и Камеруну.

## Поријекло и значење назива
Име овог бића долази из Лингала језика што у преводу значи "онај који ломи бродове".

## Опис криптида
Описује се као биће налик на птеросаура. Има кожната крила распона између 1,2 и 2,5 метра налик крилима код шишмиша, црну-тамносмеђу кожу без длака, има танак и кратак врат, дуг кљун са ситним зубима, и мале кратке ноге.

## Хронологија сусрета са овим бићем и виђења
- Први пут је постао познат 1923. у књизи "У Вјештичјој Африци" (енгл. Witchbound Africa) писца Франка Х. Меланда. Двије године раније је истраживач Стани чуо приче о огромном летећем гмизавцу;[3]
- Путописац Франк Х. Меланд док је путовао мочварним подручјем Џинду, које се налазе на сјеверозападну Замбије уз границу с Демократском Републиком Конгом и Анголом, написао је приче о необичном створењу које је знако као Конгамато. Распитујући се код локалног становништва, добио је детаљан опис тог створења, за којег су домороци тврдили да некада напада људе. Описивали су га као биће које изгледа као комбинација птице и гмизавца са шишимишким крилима. Урођеници верују како је ово створење опасно и да преврће чамце, те да сам поглед на њега може усмртити човјека;[4]
- Године 1925, новинар Г. Вард Прице и будући војвода од Виндсора чули су како је један необичан гмизавац у мочварама на подручју Зимбабвеа напао једног човека;
- Године 1928, је ловочувар А. Блаинеи Перцивал причао како је открио чудне трагове животиње која је наводно ноћу долетјела с планине Кеније;[5]
- Године 1942, пуковник Ц. Р. С. Питман забиљежио је у својој књизи Ловочувар води стоку (енгл. A Game Warden Takes Stock) како се у Замбији, у граничном подручју са Анголом и Конгом, приповиједа о злокобном летећем гмизавцу;
- Још једно виђење забиљежено је 1956. године када је инжењер Ј. П. Ф. Бровн тврдио да је видио два праисторијска створења у лету изнад језера Бангвеулу у Замбији.[6]
- 1957. године у болници у Форт Росебери примљен је пацијент са тешким ранама на грудима. Он је тврдио да га напало биће налик на велику птицу у Бангвеулу мочвара. На питање да скицира изглед овог створења, он је наводно нацртао створење налик на птеросаура. Овај цртеж није успјешно сачуван и данас му нема трага.